# 球果荠属
球果荠属（学名：Neslia）是十字花科下的一个属，为一年生草本植物。该属共有2种，分布于欧洲东南部、地中海及亚洲西南部。